# 개혁 교회
개혁교회(改革敎會, 영어: Reformed Church,영어: Reformed)는 울리히 츠빙글리, 그리고 장 칼뱅과 같은 신학적 전통위에 세워진 개신교이다. 스위스, 네덜란드, 남아프리카 공화국에 주로 존재한다.

## 역사
중세 가톨릭교회의 부패와 타락에서 맞서 '성경으로 돌아가자'는 영국의 신부 존 위클리프나 그에게서 영향을 받은 모라비아 교회의 얀 후스의 후스파 및 칼뱅주의의 정신을 이어받은 개혁운동의 일파이며 마르틴 루터의 95개조 논박이 도화선이 되어 발생한 종교 개혁이래로 보편교회의 역사성을 계승하였다고 주장하는 유럽대륙(주로 네덜란드)을 기반으로 하는 개신교회이다. 종교 개혁을 거부한 로마 가톨릭교회와 종교 개혁으로 발생하였으나 비규범적인 부분(Adiaphora)를 그대로 유지한 루터교와는 일정한 선을 긋고 있다. 신학적으로 칼뱅주의를 표방한다. 종교개혁이 진행되면서 빠른 시간 안에 유럽 각지에서 초대교회의 신앙과 성경의 가르침대로 교회를 회복하자는 칼뱅주의의 신학 사상을 받아들였고, 칼뱅주의는 개혁교회의 주류 신학으로 자리잡게 되었다. 이러한 이유로 지금도 칼뱅주의는 종교개혁 이전의 정통 교부들의 신학의 역사성을 계승하고 종교 개혁시기에 본격화된 정통신학의 전통들 중 하나임을 강조하여, 장로교 신학자들은 개혁주의라고 부른다.
이렇게 하여 수립된 개혁주의 신앙전통을 지금까지 존중하는 교회들은 거리상의 이유로 지역에 따라 나뉘어 발전하였는데 영국과 스코틀랜드에서는 장로교로, 유럽대륙에서는 개혁교회로 발전하게 되었다.

## 주요 교리 및 신앙 고백
칼뱅주의의 역사적 문서들인 하나 되는 세 고백서(벨직 신앙고백서(1561), 하이델베르그 요리문답(1563), 도르트 신조(1619))를 신앙 고백으로 채택하는 교회들을 개혁교회(Reformed Church)라고 한다.

## 한국의 개혁교회 교단
- 독립개신교회 (Independant Reformed Church): 1964년에 설립된 성약교회(聖約敎會)가 모태가 된 개혁교회이다. 한국에서 영문명 'Reformed Church'라는 용어를 처음으로 표방한 교회이다.
- 한국예수교장로회(The Orthodox Presbyterian Church of Korea) : 역사적 정통 개혁교회의 이념과 <스코틀랜드 장로교회> 전통의 역사적 계승을 표방한 교단으로 2012년 1월에 출범했다.
- 대한예수교개혁회(The Korean Reformed Churches) : 역사적 개혁주의 전통에 입각한 개혁신앙 회복과 성경적 교회질서에 충실한 개혁교회(Reformed churches) 건설을 목표로 2013년 5월 28일에 설립했다.

## 같이 보기
- 개혁신학
- 개혁주의
- 요한 칼빈 탄생 500주년 기념사업회
- 칼뱅
- 존 낙스
- 장로교
- 세계 개혁교회 연맹
- 세계개혁교회협의회
- 개혁교회국제연합